# Erlichia
Erlichia (Anaplasma phagocytophilum, tidigare benämnd Ehrlichia phagocytophila) är en gramnegativ art av bakterie av typen rickettsier som kan orsaka sjukdomen ehrlichios, i Sverige även kallad fästingfeber. Den ger influensaliknande symptom med feber och kraftlöshet.
Smittan är fästingburen och förekommer främst hos hundar, hästar och katter, men kan även drabba människor. Erlichiabakterien försvagar värdens immunförsvar genom att angripa vissa "nyckelceller" i infektionsförsvaret. 

## Infektion
Sjukdomen är alltså en vektorburen zoonos, det vill säga en sjukdom som kan överföras mellan djur och människa. Sjukdomen förekommer i två former, monocytär och granulocytär, beroende på vilka målceller som infekteras. I Sverige är granulocytär ehrlichios känd sedan 1950-talet som betesfeber hos nöt och får. Sedan 1990 har granulocytär ehrlichios också påvisats hos hund, häst och katt.
Dessa varianter hos människan beskrevs först i USA, monocytär 1987 respektive granulocytär 1994. De första europeiska humanfallen med granulocytär ehrlichios rapporterades så sent som 1997. Även svenska fall med granulocytär ehrlichios hos människa har diagnostiserats, men de svenska erfarenheterna av human ehrlichios är fortfarande begränsade. De erfarenheter man har från USA visar dock att de flesta människor som smittas får inga eller mycket lindriga symptom. Den monocytära formen har aldrig påvisats i Sverige.

## Behandling
Förebyggande medel finns för husdjur. Primärt är att undvika kontakt med och att snabbt avlägsna fästingar.
Vid typiska symptom rekommenderas tidigt veterinär- respektive läkarbesök. Detta för att snarast möjligt få en kvalificerad bedömning av besvären och för att komma igång med eventuell behandling. Ehrlichios kan i och för sig självläka även utan behandling, men risken för ogynnsamt förlopp och kronisering hos husdjur är betydande. Behandlingen består av antibiotika, i första hand penicillin.
För närvarande finns inget vaccin mot sjukdomen på marknaden.